# Pegsat
Pegsat fue un satélite artificial de la NASA (con apoyo del Departamento de Defensa y de DARPA) lanzado el 5 de abril de 1990 desde Point Arguello. Fue el primer satélite en ser lanzado mediante un cohete Pegasus.
La misión de Pegsat fue tanto la de medir los parámetros del lanzamiento para caracterizar el comportamiento del cohete Pegasus durante un vuelo real como expulsar un par de nubes de bario. La finalidad del experimento de liberación de bario fue observar el comportamiento del bario fotoionizado y su comportamiento al interactuar con el campo magnético y el campo eléctrico de la Tierra. La expulsión de la primera nube tuvo lugar el 16 de abril de 1990, y la segunda el 25 de abril, y ambas fueron observadas con éxito.
Pegsat reentró en la atmósfera el 14 de noviembre de 1998.